# IPX RIP
IPX RIP (anglicky Internetwork Packet Exchange Routing Information Protocol), známý také jako Novell RIP je implicitní směrovací protokol pro IPX. Je založený na vektoru vzdáleností a pro směrovací rozhodnutí používá dvě metriky: zpoždění měřené v tikách (anglicky tick) rovných 1/18 sekundy a vzdálenost měřenou počtem hopů, tj. průchodů routery, s maximální hodnotou 15. Při porovnávání cest IPX RIP nejdříve porovnává zpoždění; jestliže dvě nebo více cest mají stejnou hodnotu zpoždění, IPX RIP porovnává počet hopů. Každý IPX router periodicky rozesílá pomocí broadcastů kopie své směrovací tabulky do sítí, ke kterým je přímo propojen. Sousedící IPX routery zvětší hodnoty vektoru vzdáleností o 1 jak je požadováno před propagací jejich IPX RIP tabulek do jiných sítí. Algoritmus split-horizon zabraňuje, aby sousedi, kteří obdrželi broadcast s IPX RIP vraceli informace zpátky do sítě, odkud je sami přijali. IPX RIP také používá hold-down časovač pro ošetření situace, kdy IPX router přestane fungovat, aniž by informoval své sousedy. Díky tomu se nefungující spoj neoznamuje jiným routerům.
Aktualizace směrovací tabulky se implicitně posílají každých 60 sekund. Do paketu s implicitní velikostí 576 bytů se může vejít až 50 směrovacích položek. Ve větších sítích mohou tyto aktualizace generovat příliš velký provoz. Kvůli této režii a kvůli omezení na maximálně 15 hopů není IPX RIP vhodné pro rozsáhlé sítě nebo pro WAN. V těchto případech je třeba používat protokol IPX EIGRP.

## Struktura směrovací tabulky
IPX směrovací tabulka je aktualizována směrovacím protokolem RIP pro IPX. Položka v IPX směrovací tabulka obsahuje následující pole:
- Číslo sítě IPX číslo sítě, které se porovnává s číslem sítě v cílové adrese v hlavičce IPX paketu.
- Forwarding MAC Adresa Cílová MAC adresa IPX paketu, když je forwardovaný na další hop. Pro přímo připojené sítě je tato položka prázdná.
- Tick Count Počet tiků, které trvá přenos paketu do cílové sítě; jeden tik trvá přibližně 1/18 sekundy. Tento odhad je založený na probíhající RIP vyžaduje a replies a je určený přenos rychlost sítě segment. U LAN spojů je hodnota typicky jeden tik, u WAN spojů, jako jsou T1 linky obvykle šest nebo sedm tiků. Počet tiků je odhadnuté zpoždění, nikoli přesné.
- Hop Count Počet routerů, kterými musí paket projít, aby dosáhl do příslušné sítě.
- Rozhraní (nebo Port) Rozhraní (nebo síť komunikační karta) používané pro forwardování IPX provozu touto cestou. Router má jedno rozhraní nainstalované pro každý připojený síťový segment.

Jestliže existují více cest do sítě s určitým IPX číslem, IPX routery používají následující postup pro výběr cesty:
- Vyber cestu s nejmenším počet tiků.
- Jestliže existuje více cest se stejným počtem tiků, vybere se cesta s nejmenším počtem hopů.
- Jestliže existuje více cest s nejmenším počet tiků a nejmenším počet hopů, router si může vybrat z množiny cest s nejmenším počet tiků a nejmenším počtem hopů.

## Fungování IPX RIP
Fungování RIP pro IPX router sestává z následujících procesů:

### Inicializace
Při svém startu posílá IPX router RIP paket do každé ze sítí, do kterých je připojen, aby informoval sousedící routery o číslech sítí, které jsou k němu přímo připojeny. Sousedící IPX routery zpracují broadcast a přidají vhodné položky do svých směrovacích tabulek. Inicializující se IPX router také rozesílá RIP obecný požadavek do všech k němu připojených sítí. Sousedící IPX routery odpovídají na tyto požadavky odesláním svých směrovacích tabulek inicializujícímu se IPX routeru, který je použije k vytvoření vlastní směrovací tabulky.

### Pravidelné aktualizace
IPX router rozesílá pomocí broadcastu každých 60 sekund svoji směrovací tabulku (s použitím split horizon) do všech připojených sítí. Sousedící IPX routery přijímají oznámené cesty a podle nich si aktualizují své směrovací tabulky.

### Ukončení činnosti routeru
Jestliže činnost IPX routeru je ukončena pomocí administrativní akce, pošle RIP broadcast do všech sítí, do kterých je připojen. V tomto broadcastu mají všechny cesty dostupné pomocí tohoto router počet hopů nastavený na 16, což indikuje, že tyto cesty již nejsou dostupné. (Všechny IPX cesty musí mít počet hopů menší než 16, aby byly považovány dosažitelné.) Sousedící routery propagují tyto změny do IPX sítě pomocí triggerovaných aktualizací.

### Výpadek linky
Jestliže spoj připojený k jednomu z rozhraní routeru selže a toto selhání je detekováno hardwarem rozhraní a indikováno směrovacímu procesu, IPX cesty, které přišly z tohoto rozhraní, jsou považovány za nedosažitelné. Nedosažitelnost IPX sítí je oznámena rozesláním směrovacích položek s počtem hopů 16 pomocí triggerovaných aktualizací. Většina LAN rozhraní však neumožňuje hardwarovou detekci výpadku linky a proto není výpadek linky okamžitě zaznamenán. Naproti tomu WAN adaptéry obvykle výpadek linky detekovat umožňují.

### Výpadek routeru
Pokud IPX router nemohl informovat sousední routery kvůli tomu, že došlo k výpadku napájení nebo jinému selhání hardwaru nebo softwaru, že cesty, které byly pomocí jeho dostupné, jsou nyní nedosažitelné. Aby se zabránilo udržování nedosažitelných sítí ve směrovacích tabulkách, každý položka ve směrovací tabulce IPX má omezenou dobu trvání, implicitně tři minuty. Není-li položka ve směrovací tabulce aktualizována po dobu tří minut, je nastavena na nedosažitelnou (počet hopů je nastaven na 16) a nakonec odstraněna. Proto, jestliže IPX router zhavaruje, trvá až tři minuty, než sousedící routery odstraní položky ve směrovací tabulce pro cesty, které byly dostupné pomocí nefungujícího routeru. Sousedící routery pak rozesílají tyto změny pomocí triggerovaných aktualizací.

## Technické informace
Routing Information Protocol je sítích IPX/SPX přenášen pakety Internetwork Packet Exchange s hodnotou 1 v poli Typ paketu (Packet Type). Pro komunikaci se používá port číslo 0x0453.
Jeden IPX paket může obsahovat jednu nebo více 10bytových směrovacích položek s následující strukturou:
| Oktetů | Pole                                                                  |
| ------ | --------------------------------------------------------------------- |
| 2      | Operace (1 = dotaz, 2 = odpověď)                                      |
| 4      | Číslo sítě                                                            |
| 2      | Hop count (počet hopů)                                                |
| 2      | Tick count (odhad doby doručení paketu do zadané sítě v 1/18 sekundy) |

Počet hopů udává počet průchodů IPX routery. jeho maximální hodnota je 15; hodnota 16 reprezentuje nedosažitelnou síť.

## Historie
Směrovací algoritmus použitý v RIP (tzv. Bellmanův-Fordův algoritmus) byl poprvé nasazen v počítačové síti ARPANET v roce 1968.
Nejranější verzí protokolu, ze kterého se RIP vyvinul, byl Gateway Information Protocol, část balíku protokolů pro komunikaci mezi sítěmi PARC, vyvinutého v Xerox Parc. Pozdější verze, pojmenovaná Routing Information Protocol, byla součástí Xerox Network Services.
Protokol RIP byl použit i v rodině protokolů TCP/IP.
Verze RIP, která podporovala Internetový Protokol IP, byla později obsažena v BSD distribuci operačního systému Unix a byla označována jako směrovací démon. Ostatní výrobci začali vytvářet svoje vlastní verze směrovacího protokolu. Tyto rozdílné verze byly později sjednoceny pod jediný standard RFC 1058.